# Luis Irrazábal
Luis Irrazábal Barboza (Encarnación, 8 de agosto de 1891-Asunción, 16 de marzo de 1958) fue un militar paraguayo que tuvo una participación destacada en la primera batalla de Nanawa de la guerra del Chaco.
Cursó sus estudios primarios en Encarnación, y los estudios secundarios en Asunción.

## Primeros pasos
El 1 de abril de 1913, a la edad de 22 años, el capitán Luis Irrazábal se unió al Ejército Paraguayo. Desde el principio, mostró un fuerte compromiso con sus responsabilidades, como se evidenció en 1915 cuando defendió al gobierno durante un intento de golpe contra el entonces presidente, Eduardo Schaerer.
A pesar de los desafíos y dificultades enfrentadas, la revolución de 1922 se convirtió en un entrenamiento valioso para líderes militares como Irrazábal, quienes más tarde buscarían la ocupación del territorio del Chaco en el conflicto con Bolivia.
En 1922, durante el estallido de la revolución de Chirife, Irrazábal lideró un batallón con el objetivo de proteger al gobierno legalmente establecido.

## Trayectoria
Después de que el país se calmara tras la revolución, el capitán Luis Irrazábal fue enviado a continuar sus estudios en Chile. A su regreso a Paraguay, recibió una medalla de oro, la primera concedida a un oficial extranjero. Posteriormente, fue asignado a la guarnición militar de Paraguarí, donde se dedicó a la creación del Regimiento 1 de Caballería "Valois Rivarola" el 10 de febrero de 1926, y fue designado como su comandante. Además, fundó la Escuela de Equitación y mostró un interés destacado en la formación intelectual y técnica de sus subordinados.
También se destacó en las habilidades ecuestres y contribuyó a la diversión en el ámbito equino al fundar el club de polo en la ciudad de Paraguarí. Las exhibiciones de la caballería bajo el mando de Irrazábal en las festividades locales de ciudades vecinas se hicieron famosas.

### Un relato breve
Luis Irrazábal era, —según el coronel Alfredo Ramos, subalterno suyo en la guerra del Chaco—, de esas personas que han nacido con condiciones de mando.
El dominio sobre sus semejantes, sea con la voluntad, sea con el ejemplo, sin ejercer violencia alguna, que podría resultar contraproducente, porque despertaría reacciones anímicas en el espíritu de aquel que las tiene que soportar, hace que aquella persona que ejerce el mando con corrección y con benévola autoridad, sea no solamente respetada, sino que, a al par del respeto, sea apreciada y considerada por los que actúan.
“El mando ejercido por convencimiento de la superioridad moral e intelectual del que la práctica, buscando con ello una subordinación consciente, es un atributo no muy común”. Mucho se ha hablado del Coronel Luis Irrazábal. Conocida es la severidad y rigidez en el cumplimiento de los actos de servicio, pero así también, era conocido por su condición de amigo y camarada de los hombres a su mando. Era proverbial, el desvelo que tenía en la atención de sus subordinados, sean estos oficiales o miembros de tropa, para hacer más llevadera las duras condiciones de lucha en el frente de batalla. Esas condiciones de su personalidad eran respetadas y valoradas por sus subalternos.

### Antes de la batalla de Nanawa
En 1928, su unidad recibió la orden de desplegarse en la región de Bahía Negra, en un momento en que las tensiones bélicas amenazaban con desencadenar un conflicto en esa parte del continente. Más tarde, Irrazábal fue enviado a Bélgica en una misión de estudios para seguir un curso de Estado Mayor.
En septiembre de 1932, al regresar a Paraguay, fue designado como comandante de las fuerzas operativas en el sector del fortín Nanawa. Dos meses después, en noviembre de 1932, recibió el nombramiento como comandante de la DI-5, una unidad que estaba en proceso de organización cuando el Ejército Boliviano decidió lanzar un ataque enérgico en esa área.

## La primera Batalla de Nanawa
El 20 de enero de 1933 marcó el inicio de la primera batalla de Nanawa. En los primeros días de este conflicto, los bolivianos sufrieron más de dos mil bajas, en comparación con las doscientas cuarenta y ocho bajas paraguayas. La dinámica de la batalla implicaba ataques bolivianos y una firme defensa paraguaya.
Los caminos de acceso a Nanawa se llenaron de cadáveres debido a los ataques constantes liderados por Kundt, quien ordenaba embestidas frontales que aumentaban las bajas.
Aislados y sin posibilidad de recibir refuerzos terrestres, Irrazábal tomó la decisión de construir una pista de aviación de manera rápida. Esto permitió que los pilotos llevaran a cabo maniobras arriesgadas, desafiando la intensa balacera mientras transportaban municiones a las fuerzas sitiadas. Estas últimas disponían de tan solo cinco cartuchos por soldado. La orden de Irrazábal fue clara: 

Una vez terminados los proyectiles, se pasará a la lucha cuerpo a cuerpo, sin idea de retirada del fortín Nanawa.

 Este acto le valió a Irrazábal la condecoración de la Cruz del Chaco.

## La segunda batalla de Nanawa
El comandante de las fuerzas bolivianas, el alemán Hans Kundt, planeó un nuevo ataque para el 4 de julio, que se convirtió en el enfrentamiento frontal más importante de la guerra del Chaco. Los bolivianos habían excavado un túnel y colocado una poderosa mina en su extremo, cerca del punto central de la resistencia paraguaya. Esta mina estalló a la hora prevista (9:00 h), marcando el inicio de un masivo ataque con siete mil soldados bolivianos, apoyados por la fuerza aérea, más de treinta cañones, una compañía de tanques y un cuerpo de lanzallamas. Sin embargo, una falta de coordinación y la incompetencia de Kundt llevaron a que sus hombres se lanzaran directamente contra el intenso fuego de la defensa paraguaya, resultando en una masacre. Los bolivianos, debido a esta falta de coordinación, acabaron siendo víctimas de sus propios cañones. Al mediodía, la artillería se detuvo, al igual que los tanques, que por diversas razones regresaron a sus líneas, excepto uno que quedó destruido y abandonado en el campo de batalla.
Las fuerzas bajo el mando del "comandante Irra," quien fue nombrado comandante del III Cuerpo de Ejército, resistieron valientemente durante los tres días de combate. Las jornadas posteriores fueron igualmente intensas y sangrientas.
Emiliano R. Fernández elogió la heroica actuación con estas palabras en idioma guaraní: 

Comandante Irra ha hendive Brizuela, mokôivevoi aña Mbaraka...

(Comandante Irra y el capitán Brizuela, no tienen igual en la lucha...), reconociendo así el destacado desempeño de ambos líderes durante la defensa del fortín Nanawa. Las tropas paraguayas demostraron una entrega total tanto en la primera batalla del 20 de enero como en la segunda el 4 de julio de 1933.

## La frase condenatoria
Los éxitos del Ejército Paraguayo llevaron al comandante en jefe del Ejército en Campaña, José Félix Estigarribia, a recibir un nuevo ascenso. En su estilo característico, Irrazábal felicitó a Estigarribia con estas palabras: 

Siga usted ascendiendo, general, que nosotros continuaremos en nuestros puestos de combate para que usted siga agregando estrellas sobre sus hombros.

 Sin embargo, esta observación le costó su cargo.
Después de la guerra, fue designado como agregado militar en Buenos Aires y posteriormente en Santiago de Chile, donde representó al gobierno paraguayo como ministro plenipotenciario. Continuó en este cargo ante el gobierno peruano.
Luis Irrazábal falleció el 16 de marzo de 1958 en Asunción, Paraguay.

## Ascenso y homenajes
En el año 2012, durante el gobierno de Federico Franco fue ascendido póstumamente al rango inmediatamente superior de general de brigada. También en su honor la localidad de Pozo Colorado (Presidente Hayes) pretende independizarse como municipio en los próximos años y cambiar su nombre a General Luis Irrazábal.